# 田中顺子
田中顺子（1973年10月9日—）是一名日本女子花样游泳运动员。她曾参加了1996年亚特兰大奥林匹克运动会，并在比赛中获得女子花样游泳比赛团体铜牌。